# Ophisma angulata
Ophisma angulata là một loài bướm đêm trong họ Erebidae.